# Deopalpus miscelli
Deopalpus miscelli là một loài ruồi trong họ Tachinidae.